# Пријановићи (Пожега)
Пријановићи су насеље у Србији у општини Пожега у Златиборском округу. Према попису из 2022. било је 313 становника.

## Демографија
У насељу Пријановићи живи 362 пунолетна становника, а просечна старост становништва износи 44,3 година (43,1 код мушкараца и 45,3 код жена). У насељу има 134 домаћинства, а просечан број чланова по домаћинству је 3,33.
Ово насеље је великим делом насељено Србима (према попису из 2002. године), а у последња три пописа, примећен је пад у броју становника.
|  |

| Демографија | Демографија | Демографија |
| Година      | Становника  | Становника  |
| ----------- | ----------- | ----------- |
| 1948.       | 601         |             |
| 1953.       | 624         |             |
| 1961.       | 637         |             |
| 1971.       | 544         |             |
| 1981.       | 550         |             |
| 1991.       | 472         | 464         |
| 2002.       | 446         | 446         |

| Етнички састав према попису из 2002.‍ | Етнички састав према попису из 2002.‍ | Етнички састав према попису из 2002.‍ | Етнички састав према попису из 2002.‍ | Етнички састав према попису из 2002.‍ |
| ------------------------------------ | ------------------------------------ | ------------------------------------ | ------------------------------------ | ------------------------------------ |
|                                      |                                      |                                      |                                      |                                      |
| Срби                                 | Срби                                 |                                      | 445                                  | 99,77%                               |
| Руси                                 | Руси                                 |                                      | 1                                    | 0,22%                                |
| непознато                            | непознато                            |                                      | 0                                    | 0,0%                                 |

| Година пописа     | 1948. | 1953. | 1961. | 1971. | 1981. | 1991. | 2002. |
| ----------------- | ----- | ----- | ----- | ----- | ----- | ----- | ----- |
| Број домаћинстава | 133   | 141   | 158   | 141   | 149   | 145   | 134   |

| Број чланова      | 1  | 2  | 3  | 4  | 5  | 6  | 7 | 8 | 9 | 10 и више | Просек |
| ----------------- | -- | -- | -- | -- | -- | -- | - | - | - | --------- | ------ |
| Број домаћинстава | 25 | 38 | 19 | 15 | 11 | 16 | 6 | 3 | 0 | 1         | 3,33   |

| Пол    | Укупно | Неожењен/Неудата | Ожењен/Удата | Удовац/Удовица | Разведен/Разведена | Непознато |
| ------ | ------ | ---------------- | ------------ | -------------- | ------------------ | --------- |
| Мушки  | 169    | 40               | 112          | 15             | 2                  | 0         |
| Женски | 205    | 38               | 113          | 50             | 4                  | 0         |
| УКУПНО | 374    | 78               | 225          | 65             | 6                  | 0         |

| Пол    | Укупно                    | Пољопривреда, лов и шумарство | Рибарство                            | Вађење руде и камена | Прерађивачка индустрија       |
| ------ | ------------------------- | ----------------------------- | ------------------------------------ | -------------------- | ----------------------------- |
| Мушки  | 74                        | 11                            | 0                                    | 0                    | 23                            |
| Женски | 52                        | 3                             | 0                                    | 0                    | 23                            |
| УКУПНО | 126                       | 14                            | 0                                    | 0                    | 46                            |
| Пол    | Производња и снабдевање   | Грађевинарство                | Трговина                             | Хотели и ресторани   | Саобраћај, складиштење и везе |
| Мушки  | 5                         | 2                             | 8                                    | 0                    | 10                            |
| Женски | 0                         | 0                             | 11                                   | 2                    | 1                             |
| УКУПНО | 5                         | 2                             | 19                                   | 2                    | 11                            |
| Пол    | Финансијско посредовање   | Некретнине                    | Државна управа и одбрана             | Образовање           | Здравствени и социјални рад   |
| Мушки  | 0                         | 1                             | 14                                   | 0                    | 0                             |
| Женски | 0                         | 0                             | 1                                    | 5                    | 4                             |
| УКУПНО | 0                         | 1                             | 15                                   | 5                    | 4                             |
| Пол    | Остале услужне активности | Приватна домаћинства          | Екстериторијалне организације и тела | Непознато            | Непознато                     |
| Мушки  | 0                         | 0                             | 0                                    | 0                    | 0                             |
| Женски | 2                         | 0                             | 0                                    | 0                    | 0                             |
| УКУПНО | 2                         | 0                             | 0                                    | 0                    | 0                             |